# Cnaemidophorus smithi
Cnaemidophorus smithi là một loài bướm đêm thuộc chi Cnaemidophorus, được tìm thấy ở Colombia. Con trưởng thành bay vào tháng 6, và có sải cánh dài khoảng 18 mm.